# NEN 2559
De NEN-2559 is een norm (NEN) uitgegeven door het Nederlands Normalisatie Instituut waarin regels zijn vastgelegd over hoe brandblussers onderhouden moeten worden. In de praktijk leggen verzekeringsmaatschappijen deze eisen op.
Om aan de norm te voldoen, moeten brandblusapparaten volgens NEN2559 en -haspels volgens NEN671-3 jaarlijks gecontroleerd worden. Na een wat langere tijd is een groot onderhoud nodig (schuim- en natblussers: 5 jaar, CO2-blussers 10 jaar) en na twintig jaar zijn de apparaten afgeschreven.